# Megakles (Sohn des Hippokrates)

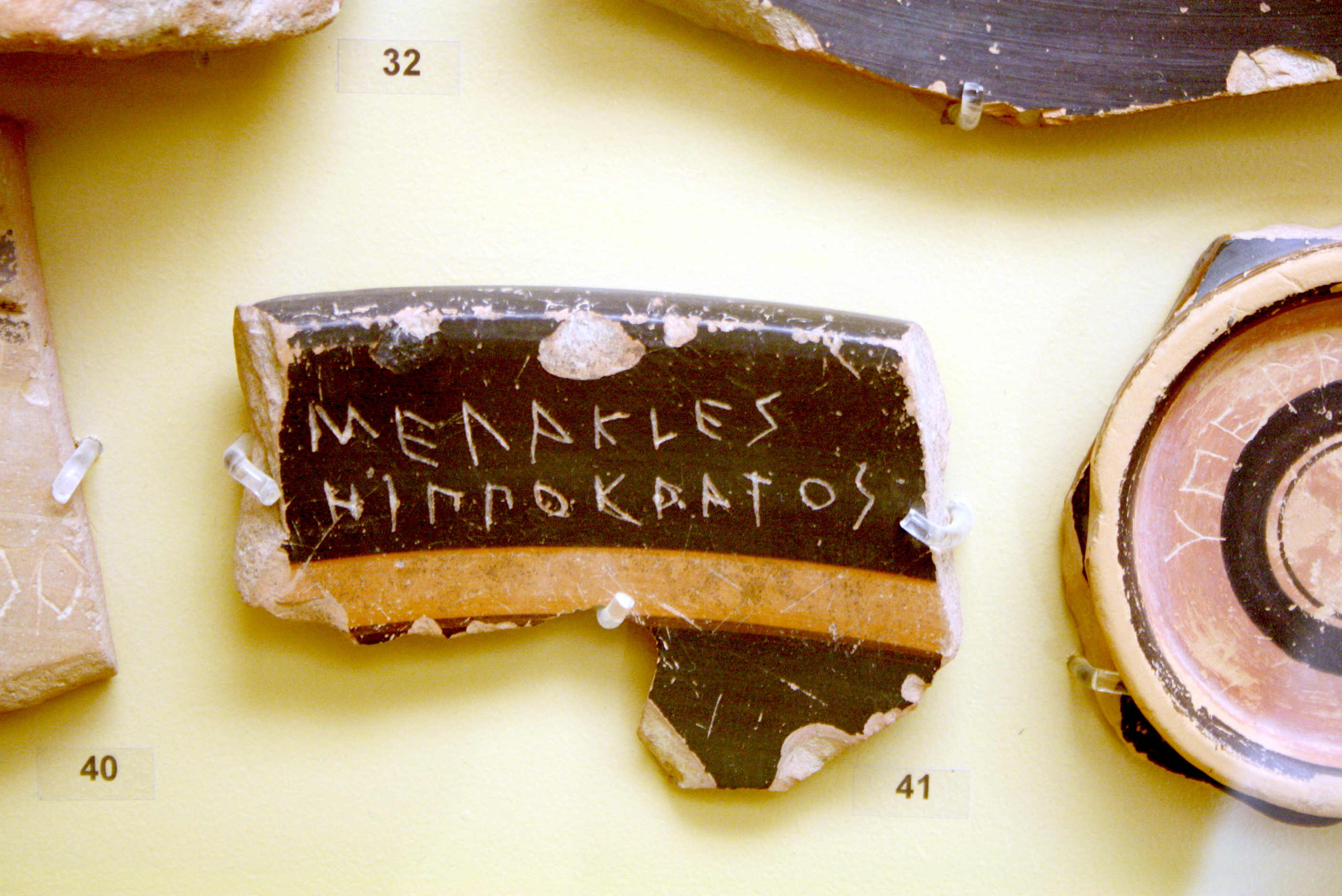
Ostrakon (Scherben) mit den Namen Megakles [Sohn des] Hippokrates.

Megakles (altgriechisch Μεγακλῆς) war ein athenischer Politiker aus der Familie der Alkmeoniden im 5. Jahrhundert v. Chr.
Megakles, Sohn des Hippokrates und Enkel des Megakles, war ein prominenter athenischer Politiker und zeitweise Hauptkontrahent des Themistokles. 486 v. Chr. siegte er im Pferderennen mit dem Viergespann in Delphi. Er wurde 487/86 v. Chr., möglicherweise auch 472/71 v. Chr. durch Ostrakismos zeitweise verbannt, sein Name erscheint auf mehr als 4.000 Ostraka. Bei Aristoteles wird der Ostrakismos des Hippokratessohnes für 487/86 v. Chr. erwähnt, während Lysias angibt, der Großvater des Alkibiades, also Megakles, der Sohn des Kleisthenes, wäre zweimal ostrakisiert worden. In welche Richtung hier eine Vermengung beider Personen zu unterstellen ist, lässt sich nicht entscheiden. Seine Schwester war Agariste, die Mutter des Perikles.